# Einwohnerentwicklung von Ludwigshafen am Rhein
Dieser Artikel gibt die Einwohnerentwicklung von Ludwigshafen am Rhein tabellarisch und graphisch wieder.

## Einwohnerentwicklung

Einwohnerentwicklung Ludwigshafens 1843–2018

Die Einwohnerzahl im Gebiet von Ludwigshafen betrug im Mittelalter und der frühen Neuzeit unter hundert Personen. Sie wuchs nur langsam und ging durch die zahlreichen Kriege, Seuchen und Hungersnöte immer wieder zurück. Bis 1852 war die Bevölkerungszahl auf 1.520 gestiegen, was König Maximilian II. veranlasste, Ludwigshafen die Rechte einer Gemeinde zu verleihen. Am 8. November 1859 wurde die Gemeinde Ludwigshafen zur Stadt erhoben.
Am 8. Mai 1865 erhielt die Firma BASF die Konzession zur Ansiedelung, die das Gesicht der Stadt und deren Geschichte bis heute nachhaltig prägt. Mit dem Beginn der Industrialisierung wuchs die Bevölkerung der Stadt sehr schnell. Lebten 1867 erst knapp 5.000 Menschen in der Stadt, so waren es 1900 bereits 62.000. Im Jahre 1921 überschritt die Einwohnerzahl der Stadt die Grenze von 100.000, wodurch sie zur Großstadt wurde. Eingemeindungen am 1. April 1938 brachten einen Zuwachs von rund 27.000 Personen auf 135.503  Einwohner.
Im Zweiten Weltkrieg war Ludwigshafen mit seinen kriegswichtigen Industrien einer der am meisten bombardierten Ballungsräume in Süddeutschland. Über 80 Prozent der Bebauung im Innenstadtbereich wurden durch die 124 zum Teil verheerenden Luftangriffe der alliierten Streitkräfte völlig zerstört. Am 23. März 1945 nahmen US-amerikanische Truppen die Stadt ein. Am 10. Juli 1945 wurden diese von der französischen Besatzungsmacht abgelöst. Die Bevölkerungszahl sank im Verlauf des Krieges von 144.425 im Mai 1939 auf 55.480 im Mai 1945.
Im Jahre 1956 hatte die Stadt durch Kriegsheimkehrer und Flüchtlinge wieder so viele Einwohner wie vor dem Krieg. 1965 erreichte die Bevölkerungszahl mit 179.155 ihren historischen Höchststand. In den 1950er- und 1960er-Jahren war Ludwigshafen vor Mainz die größte Stadt von Rheinland-Pfalz, der Unterschied hatte bei der Volkszählung 1970 aber nur noch den Wert von 3.836 (Mainz hatte zum Stichtag 172.195 Einwohner). Am 31. Dezember 2011 betrug die „Amtliche Einwohnerzahl“ für Ludwigshafen nach Fortschreibung des Statistischen Landesamtes Rheinland-Pfalz 165.560 (nur Hauptwohnsitze und nach Abgleich mit den anderen Landesämtern).
Die folgende Übersicht zeigt die Einwohnerzahlen nach dem jeweiligen Gebietsstand. Dabei handelt es sich um Volkszählungsergebnisse (¹) oder amtliche Fortschreibungen der Stadtverwaltung (bis 1970) und des Statistischen Landesamtes (ab 1971). Die Angaben beziehen sich ab 1843 auf die „Zollabrechnungsbevölkerung“, ab 1871 auf die „Ortsanwesende Bevölkerung“, ab 1925 auf die Wohnbevölkerung und seit 1987 auf die „Bevölkerung am Ort der Hauptwohnung“.

### Von 1843 bis 1944
(jeweiliger Gebietsstand)
| Datum              | Einwohner |
| ------------------ | --------- |
| 3. Dezember 1843 ¹ | 90        |
| 3. Dezember 1852 ¹ | 1.520     |
| 3. Dezember 1861 ¹ | 3.300     |
| 3. Dezember 1864 ¹ | 3.900     |
| 3. Dezember 1867 ¹ | 4.887     |
| 1. Dezember 1871 ¹ | 7.830     |
| 1. Dezember 1875 ¹ | 12.093    |
| 1. Dezember 1880 ¹ | 15.012    |
| 1. Dezember 1885 ¹ | 21.042    |
| 1. Dezember 1890 ¹ | 28.768    |
| 2. Dezember 1895 ¹ | 39.799    |
| 1. Dezember 1900 ¹ | 61.914    |
| 1. Dezember 1905 ¹ | 72.286    |
| 1. Dezember 1910 ¹ | 83.301    |

| Datum              | Einwohner |
| ------------------ | --------- |
| 1. Dezember 1916 ¹ | 86.295    |
| 5. Dezember 1917 ¹ | 87.125    |
| 8. Oktober 1919 ¹  | 90.721    |
| 31. Dezember 1919  | 92.790    |
| 31. Dezember 1920  | 96.354    |
| 31. Dezember 1921  | 100.281   |
| 31. Dezember 1922  | 104.448   |
| 31. Dezember 1923  | 104.445   |
| 31. Dezember 1924  | 107.747   |
| 16. Juni 1925 ¹    | 101.869   |
| 31. Dezember 1925  | 102.473   |
| 31. Dezember 1926  | 103.313   |
| 31. Dezember 1927  | 104.732   |
| 31. Dezember 1928  | 106.491   |

| Datum             | Einwohner |
| ----------------- | --------- |
| 31. Dezember 1929 | 107.451   |
| 31. Dezember 1930 | 108.520   |
| 31. Dezember 1931 | 109.238   |
| 31. Dezember 1932 | 109.670   |
| 16. Juni 1933 ¹   | 107.344   |
| 31. Dezember 1933 | 107.000   |
| 31. Dezember 1934 | 107.530   |
| 31. Dezember 1935 | 107.560   |
| 31. Dezember 1936 | 107.710   |
| 31. Dezember 1937 | 108.650   |
| 31. Dezember 1938 | 143.500   |
| 17. Mai 1939 ¹    | 144.425   |
| 31. Dezember 1939 | 149.400   |
| 31. Dezember 1940 | 145.700   |

¹ Volkszählungsergebnis
Eine realitätsnähere Einschätzung der Bevölkerungsentwicklung im Zweiten Weltkrieg ergeben die Ergebnisse der Verbrauchergruppenstatistiken, die aus den Daten der Lebensmittelzuteilungen gewonnen wurden und 1953 vom Statistischen Bundesamt veröffentlicht wurden. Nach der Kleinen Verbrauchergruppenstatistik umfasste die versorgte Zivilbevölkerung in Ludwigshafen Anfang Februar 1943 134.816 Personen (darunter 3.575 Gemeinschaftsverpflegte), Anfang Februar 1944 109.061 (darunter 19.520 Gemeinschaftsverpflegte) und Ende August 1944 100.812 Personen (darunter 19.600 Gemeinschaftsverpflegte).

### Von 1945 bis 1970
(jeweiliger Gebietsstand)
| Datum                | Einwohner |
| -------------------- | --------- |
| 23. März 1945        | 61.372    |
| 6. Mai 1945          | 55.480    |
| 31. Dezember 1945    | 101.001   |
| 29. Oktober 1946 ¹   | 106.556   |
| 31. Dezember 1947    | 108.743   |
| 13. September 1950 ¹ | 123.869   |
| 31. Dezember 1951    | 131.855   |
| 31. Dezember 1952    | 135.392   |
| 31. Dezember 1953    | 139.529   |
| 25. September 1956 ¹ | 147.557   |
| 6. Juni 1961 ¹       | 165.761   |

| Datum             | Einwohner |
| ----------------- | --------- |
| 31. Dezember 1961 | 167.407   |
| 31. Dezember 1962 | 170.200   |
| 31. Dezember 1963 | 174.700   |
| 31. Dezember 1964 | 177.412   |
| 31. Dezember 1965 | 179.155   |
| 31. Dezember 1966 | 178.937   |
| 31. Dezember 1967 | 174.767   |
| 31. Dezember 1968 | 174.301   |
| 31. Dezember 1969 | 175.738   |
| 27. Mai 1970 ¹    | 176.031   |
| 31. Dezember 1970 | 178.375   |

¹ Volkszählungsergebnis
Quelle: Stadtverwaltung Ludwigshafen

### Ab 1971
(jeweiliger Gebietsstand)
| Datum             | Einwohner |
| ----------------- | --------- |
| 31. Dezember 1971 | 175.401   |
| 31. Dezember 1972 | 174.932   |
| 31. Dezember 1973 | 174.141   |
| 31. Dezember 1974 | 173.976   |
| 31. Dezember 1975 | 170.374   |
| 31. Dezember 1976 | 166.083   |
| 31. Dezember 1977 | 163.671   |
| 31. Dezember 1978 | 161.854   |
| 31. Dezember 1979 | 160.479   |
| 31. Dezember 1980 | 159.399   |
| 31. Dezember 1981 | 158.755   |
| 31. Dezember 1982 | 158.117   |
| 31. Dezember 1983 | 156.697   |
| 31. Dezember 1984 | 155.311   |
| 31. Dezember 1985 | 153.654   |
| 31. Dezember 1986 | 152.162   |

| Datum             | Einwohner |
| ----------------- | --------- |
| 25. Mai 1987 ¹    | 156.601   |
| 31. Dezember 1987 | 157.002   |
| 31. Dezember 1988 | 158.478   |
| 31. Dezember 1989 | 159.567   |
| 31. Dezember 1990 | 162.173   |
| 31. Dezember 1991 | 165.368   |
| 31. Dezember 1992 | 167.541   |
| 31. Dezember 1993 | 168.130   |
| 31. Dezember 1994 | 167.883   |
| 31. Dezember 1995 | 167.369   |
| 31. Dezember 1996 | 167.098   |
| 31. Dezember 1997 | 166.159   |
| 31. Dezember 1998 | 164.645   |
| 31. Dezember 1999 | 163.771   |
| 31. Dezember 2000 | 162.233   |
| 31. Dezember 2001 | 162.458   |

| Datum             | Einwohner |
| ----------------- | --------- |
| 31. Dezember 2002 | 162.436   |
| 31. Dezember 2003 | 162.836   |
| 31. Dezember 2004 | 163.383   |
| 31. Dezember 2005 | 163.343   |
| 31. Dezember 2006 | 163.560   |
| 31. Dezember 2007 | 163.777   |
| 31. Dezember 2008 | 163.467   |
| 31. Dezember 2009 | 163.340   |
| 31. Dezember 2010 | 164.351   |
| 31. Dezember 2011 | 165.560   |
| 31. Dezember 2015 | 164.718   |
| 31. Dezember 2016 | 166.621   |
| 31. Dezember 2017 | 168.497   |
| 31. Dezember 2018 | 171.061   |
| 31. Dezember 2019 | 172.253   |
| 31. Dezember 2022 | 174.265   |

¹ Volkszählungsergebnis
Quelle: Statistisches Landesamt Rheinland-Pfalz

## Bevölkerungsprognose
In ihrem 2006 publizierten „Wegweiser Demographischer Wandel 2020“, in dem die Bertelsmann Stiftung Daten zur Entwicklung der Einwohnerzahl von 2.959 Kommunen in Deutschland liefert, wird für Ludwigshafen ein Rückgang der Bevölkerung zwischen 2003 und 2020 um 3,6 Prozent (5.825 Personen) vorausgesagt.
Absolute Bevölkerungsentwicklung 2003–2020 – Prognose für Ludwigshafen (Hauptwohnsitze):

Nebenstehende Prognose im Vergleich zur realen Entwicklung von 1990 bis 2018

| Datum             | Einwohner |
| ----------------- | --------- |
| 31. Dezember 2003 | 162.836   |
| 31. Dezember 2005 | 162.372   |
| 31. Dezember 2010 | 161.106   |
| 31. Dezember 2015 | 159.376   |
| 31. Dezember 2020 | 157.011   |

Quelle: Bertelsmann Stiftung

## Bevölkerungsstruktur
Die größten Gruppen der melderechtlich in Ludwigshafen registrierten Ausländer kamen am 31. Dezember 2006 aus der Türkei (10.312), Italien (5.960),  Serbien (2.383), Griechenland (2.121), Polen (1.488), Irak (1.422) und Kroatien (1.302).
| Bevölkerung                 | Stand 31. Dezember 2006 |
| --------------------------- | ----------------------- |
| Einwohner mit Hauptwohnsitz | 163.560                 |
| davon männlich              | 81.503                  |
| weiblich                    | 82.057                  |
| Deutsche                    | 129.003                 |
| Ausländer                   | 34.557                  |
| Ausländeranteil in Prozent  | 21,1                    |

Quelle: Statistisches Landesamt Rheinland-Pfalz

## Altersstruktur

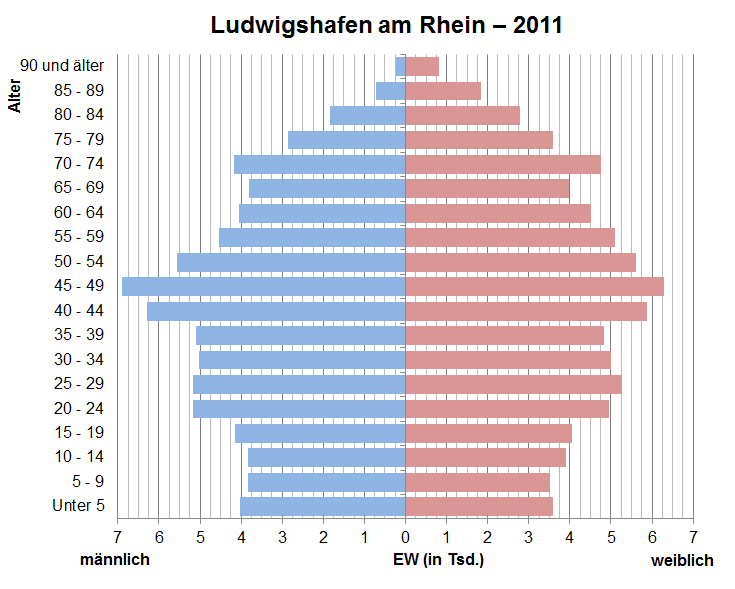
Bevölkerungspyramide für Ludwigshafen am Rhein (Datenquelle: Zensus 2011.)

Die folgende Übersicht zeigt die Altersstruktur vom 31. Dezember 2006 (Hauptwohnsitze).
| Alter von – bis | Einwohnerzahl | Anteil in Prozent |
| --------------- | ------------- | ----------------- |
| 0 – 5           | 8.903         | 5,4               |
| 6 – 17          | 19.502        | 11,9              |
| 18 – 24         | 13.637        | 8,3               |
| 25 – 29         | 10.378        | 6,3               |
| 30 – 39         | 23.098        | 14,1              |
| 40 – 49         | 26.910        | 16,5              |
| 50 – 59         | 20.563        | 12,6              |
| 60 – 64         | 8.397         | 5,1               |
| über 65         | 32.172        | 19,7              |
| Gesamt          | 163.560       | 100,0             |

Quelle: Statistisches Landesamt Rheinland-Pfalz

## Stadtteile
Die Einwohnerzahlen beziehen sich auf den 31. Dezember des jeweiligen Jahres (Haupt- und Nebenwohnsitze).
| Stadtteil    | Einwohner (1990) | Ausländer in % | Einwohner (2000) | Ausländer in % | Einwohner (2007) | Ausländer in % |
| ------------ | ---------------- | -------------- | ---------------- | -------------- | ---------------- | -------------- |
| Edigheim     | 8.388            | 5,0            | 8.537            | 6,7            | 8.257            | 6,9            |
| Friesenheim  | 18.372           | 18,4           | 16.626           | 21,5           | 18.440           | 19,9           |
| Gartenstadt  | 19.039           | 5,5            | 17.860           | 9,4            | 17.654           | 10,2           |
| Maudach      | 4.982            | 8,8            | 7.259            | 9,7            | 7.228            | 9,3            |
| Mitte        | 10.243           | 20,4           | 10.356           | 36,1           | 11.456           | 36,8           |
| Mundenheim   | 13.646           | 12,0           | 12.817           | 18,5           | 12.747           | 20,5           |
| Nord/Hemshof | 17.013           | 40,4           | 16.501           | 47,0           | 16.663           | 41,8           |
| Oggersheim   | 23.769           | 10,3           | 24.004           | 14,1           | 23.189           | 14,5           |
| Oppau        | 9.740            | 9,7            | 9.831            | 13,7           | 9.723            | 14,2           |
| Pfingstweide | 8.219            | 12,8           | 6.962            | 18,6           | 6.276            | 14,9           |
| Rheingönheim | 6.240            | 11,0           | 6.384            | 11,7           | 7.472            | 12,3           |
| Ruchheim     | 3.841            | 10,8           | 6.151            | 8,6            | 6.175            | 7,7            |
| Süd          | 18.967           | 13,5           | 17.934           | 22,4           | 18.285           | 23,5           |
| West         | 4.816            | 22,0           | 4.414            | 27,2           | 4.652            | 26,0           |
| Ludwigshafen | 167.196          | 14,9           | 165.636          | 19,9           | 168.217          | 19,7           |

Quelle: Stadt Ludwigshafen

## Natürliche Bevölkerungsentwicklung
Die folgende Übersicht zeigt die Entwicklung von Geburten und Sterbefällen in Ludwigshafen in ausgewählten Jahren seit 1995.
| Jahr | Geborene | Gestorbene | Bilanz |
| ---- | -------- | ---------- | ------ |
| 1995 | 1.628    | 1.880      | −252   |
| 2000 | 1.553    | 1.671      | −118   |
| 2005 | 1.525    | 1.627      | −102   |
| 2006 | 1.484    | 1.612      | −128   |
| 2007 | 1.619    | 1.583      | 36     |

Quelle: Statistisches Landesamt Rheinland-Pfalz